# عزیزلی (جیحان)
عزیزلی (به ترکی استانبولی: Azizli) (به کردی: Ezîzlî) (به ارمنی: Ազիզլի) یک منطقهٔ مسکونی در ترکیه است که در جیحان واقع شده‌است.